# 秋田市立外旭川小学校
秋田市立外旭川小学校（あきたしりつそとあさひかわしょうがっこう）は、秋田県秋田市の公立小学校。

## 沿革
- 1877年（明治10年）12月15日 - 神田学校として開校。
- 1885年（明治18年）4月30日 - 神田尋常小学校と改称。
- 1889年（明治22年）4月1日 - 神田簡易小学校と改称。
- 1892年（明治25年）4月1日 - 外旭川尋常小学校と改称。
- 1901年（明治34年）4月13日 - 高等科併置し外旭川尋常高等小学校と改称。
- 1941年（昭和16年）4月1日 - 外旭川国民学校と改称。
- 1947年（昭和22年）4月1日 - 外旭川村立外旭川小学校と改称。
- 1954年（昭和29年）10月1日 - 外旭川村が秋田市に編入合併により秋田市立外旭川小学校と改称。

## 著名出身者
- 阿部薫 (俳優)

## 学区
由来が旧外旭川村の村立学校であり、旧村域を踏襲。そのため住居表示で改名され、現在の秋田市立高清水小学校、秋田市立寺内小学校、秋田市立土崎南小学校の校区に近い現在の将軍野東部地区や秋田市立飯島南小学校に近い小字笹岡や小字前谷地地区も村域だったところは学区であり、長距離通学を強いられる。かつては秋田市営バスが通学バスを走らせていたが今は廃止されている。
ただし、指定変更で通学変更や転校は許可されている。